# Shinano (fiume)
Il fiume Shinano (信濃川 Shinanogawa) è il fiume più lungo in Giappone. Nasce nella prefettura di Nagano e sfocia nel Mare del Giappone a Niigata. È lungo 367 chilometri e dispone di 11900 km² di bacino idrografico (il terzo più grande in Giappone). È chiamato Chikuma (千曲川Chikumagawa) nella prefettura in cui nasce.
Il fiume sorge dal Monte Kobushi sul confine tra le prefetture di Saitama, Yamanashi e Nagano. In questo luogo si sono svolte le battaglie di Kawanakajima.